# Карабчевский, Николай Платонович
Никола́й Плато́нович Карабче́вский (29 ноября [11 декабря] 1851, военное поселение под Николаевом Херсонской губернии — 22 ноября 1925, Рим) — один из выдающихся адвокатов и судебных ораторов дореволюционной России. С 1913 года — председатель Петербургского совета присяжных поверенных.

## Биография
Родился в дворянской семье — Платона Михайловича Карабчевского (1811—1854), командовавшего в то время уланским его высочества герцога Нассауского полком; дедом отца был пленный турок Карапчи. Мать Любовь Петровна была дочерью Петра Григорьевича Богдановича (1763—1834), который служил обер-штер-кригс-комиссаром Черноморского флота и владел богатым селом Старая Богдановка. Двоюродный брат — композитор Николай Аркас.
В 1868 году окончил Николаевскую реальную гимназию с серебряной медалью. В 1869 году поступил на естественный факультет Санкт-Петербургского университета и в том же году провёл три недели под арестом за участие в студенческих волнениях; с той поры до 1905 года состоял под негласным надзором полиции. В студенческом театре не раз исполнял главные роли и впоследствии появлялся на сцене в бенефисах известных актёров.
Согласно воспоминаниям Бориса Утевского, работавшего помощником Карабчевского в 1910-е годы, тот рассказал, что в годы студенчества в состоянии аффекта застрелил любовницу. Экспертиза показала, что Карабчевский находился в момент убийства в состоянии невменяемости, и до суда дело не дошло. Историк А. В. Кузнецов обращает внимание на то, что косвенное упоминание о произошедшем содержится в воспоминаниях самого Карабчевского.
В 1874 году окончил юридический факультет Императорского Санкт-Петербургского университета. В том же году поступил помощником к присяжному поверенному А. А. Ольхину. От него перешёл помощником к присяжному поверенному А. Л. Боровиковскому, а затем — к присяжному поверенному Е. И. Утину.
С 1877 года — помощник присяжного поверенного в политическом деле, известном как «процесс 193-х», на котором защищал будущую видную революционерку Е. К. Брешко-Брешковскую. С 13 декабря 1879 года состоял присяжным поверенным округа Петербургской судебной палаты. Несколько лет был членом совета присяжных поверенных.
В 1898 году участвовал в создании газеты «Право», которая издавалась до октябрьской революции; также редактировал журнал «Юрист». Учредитель благотворительного фонда для молодых адвокатов (1904). Один из создателей Всероссийского союза адвокатов (1905). Во время Первой мировой войны руководил комиссией по расследованию германских зверств.
В 1917 году выехал в скандинавские страны для сбора сведений о положении русских военнопленных и остался в эмиграции. Карабчевский, до революции имевший репутацию «левого» деятеля, в послереволюционный период жестко осудил думскую оппозицию и Временное правительство, считая их главными виновниками развала России. Жил в Италии в качестве официального (генерального) представителя великого князя Кирилла Владимировича. Похоронен на кладбище Тестаччо (Рим).

## Адвокатская деятельность
После процесса 193-х (на процессе защищал 18 подзащитных, среди них Е. К. Брешко-Брешковскую) и процесса 17-ти стал одним из наиболее видных адвокатов-криминалистов и выступал в целом ряде сложных уголовных дел, привлекавших общественное внимание. Считался смелым, боевым адвокатом, поражая очевидцев стремительностью речи и искренним воодушевлением. Наиболее известные дела Карабчевского:
- Дело поручика В. М. Имшенецкого, обвинявшегося в 1885 г. в утоплении своей жены.
- Дело И. И. Мироновича (1885), обвинявшегося в убийстве еврейской девочки. На втором процессе выступал в одной команде с С. А. Андреевским; им противостоял как представитель гражданского истца А. И. Урусов.
- Дело о крушении парохода «Владимир» (1894) слушалось в Одесском окружном суде. Защищал своего двоюродного брата капитана Криуна, который обвинялся в том, что: «не замедлил хода, не застопорил машин и не дал задний ход, когда катастрофа была уже очевидной»; а также «не принял никаких мер к устранению повреждений и обеспечению на корабле необходимого порядка» (Газета «Дальний Восток», 19 ноября 1895 г).
- Дело Ольги Палем, обвинявшейся в убийстве любовника Александра Довнар-Запольского (1895)[5]. Валентин Пикуль написал об этом процессе повесть «Ступай и не греши!»[9], которая была экранизирована в 1995 г. под названием «Бульварный роман» (в роли Карабчевского — Лев Дуров).
- Дело мултанских вотяков, обвинявшихся в убийстве крестьянина-нищего с целью приношения в жертву языческим богам (1896).
- В 1899 г. произнёс блестящую речь в защиту Киркора Гульгульяна, обвиняемого в убийстве Хассана Милий-оглу, после чего присяжные заседатели вынесли подсудимому оправдательный приговор[10].
- Загадочное полтавское дело братьев Скитских, три раза разбиравшееся судебной палатой с участием сословных представителей и окончившееся в 1900 г. оправдательным приговором.
- Процесс над купцом В. С. Жиряковым о поджоге фабрики.
- Процесс о Кишинёвском погроме 1903 года (в качестве гражданского истца).
- Процессы над эсерами-террористами Г. А. Гершуни (1906) и Е. С. Созоновым (1904).
- Осенью 1913 года защищал М. М. Бейлиса на всемирно известном процессе.

## Литературная деятельность
В 1901 г. Карабчевский выпустил в свет сборник своих судебных речей, через год вышедший вторым изданием. В 1902 Карабчевский издал отдельно свои публицистические статьи, сообщения и судебные очерки, под общим названием «Около правосудия». В этой книге помещены автобиографическая статья автора «Как я стал адвокатом» и удачно сделанные характеристики некоторых известных адвокатов.
Ещё в юности он пытался поместить в «Отечественных записках» 5-актную драму «Жертва брака». Из беллетристических произведений адвоката наиболее примечательны роман «Господин Арсков» («Вестник Европы»; отдельное издание 1893), из публицистических — статья «О французской адвокатуре» («Северный Вестник»). В 1905 им выпущена отдельным изданием книга «Приподнятая завеса», в которой собраны его беллетристические произведения, стихи и стихотворения в прозе. Сотрудничал с ежемесячником «Вестник Европы», журналом «Русское богатство».
В 1921 году в Берлине Карабчевский издал мемуарную книгу «Что глаза мои видели». Первая часть книги — воспоминания детства (1850-е годы), прошедшего в Николаеве, живое описание жизни провинциальной дворянской среды глазами ребёнка. Вторая часть посвящена преимущественно периоду 1905—1918 годов; хорошее личное знакомство Карабчевского с юридическими и думскими деятелями, с деятелями Временного правительства придает воспоминаниям историческую ценность.

## Сочинения
- Н. П. Карабчевский. Около правосудия. Статьи, сообщения и судебные очерки. — СПб.: Труд, 1902. — 480 с.
- Н. П. Карабчевский. В детстве // Что глаза мои видели. — Берлин: Издание Ольги Дьяковой и К, 1921. — Т. I. — 168 с.
- Дело о гибели Российской империи. — М. : Алгоритм, 2018. — 239 с. — (Свидетели революции). — ISBN 978-5-906914-74-3